# تفسیر قمی

جلد کتاب تفسیر قمی چاپ ۱۳۷۰ بیروت

کتاب التفسیر معروف به تفسیر قمی و تفسیر علی بن ابراهیم قمی، تفسیری از قرآن به شیوه روائی است که علاوه بر روایات امامان شیعه، توضیحات نویسنده کتاب را هم دربردارد. غالب روایات این کتاب از علی بن ابراهیم قمی و ابوجارود است.
این تفسیر پایه و اساس بسیاری از تفاسیر شیعه است و بسیاری از روایات آن از جعفر صادق و محمد باقر، با واسطه‌های کمی روایت شده‌است. علت اینکه در بعضی از کتابها نام این تفسیر را «تفسیر الصادقین» نوشته‌اند همین است.

## نویسندهای احتمالی
شیخ نجاشی (ش ۶۸۰) و شیخ طوسی (ش ۳۸۰) وجود این کتاب را تأیید کرده‌اند اما در تفسیر فعلی حدیث‌هایی وجود دارد که از راویان بعد از علی بن ابراهیم است یا با دو واسطه از پدر علی بن ابراهیم روایت شده‌است در حالی که علی بن ابراهیم مستقیماً از پدرش روایت می‌کرده‌است.
آقا بزرگ تهرانی در الذریعه معتقد است که تفسیر فعلی نوشته عباس بن محمد از سادات موسوی است که برای ترویج این کتاب در مازندران که جارودی مذهب بودند، روایاتی از ابوجارود را به آن افزوده است. علی ریاحی نبی، این نظریه را مردود می‌داند چرا که در بعضی جاهای کتاب آمده است «حدثنی محمد بن عباس» که معلوم می‌شود حداقل در این موارد نویسنده شخصی غیر از او است.
موسی شبیری زنجانی نویسنده این کتاب را علی بن حاتم قزوینی می‌داند که به علت آن که بیشتر روایات آن از علی بن ابراهیم بوده، به نام او معروف شده‌است. علی ریاحی نبی این مطلب را قابل قبول تر می‌داند. او معتقد است که تفسیر فعلی ترکیبی از کتاب تفسی علی بن ابراهیم است که با تفسیر علی بن حاتم، عباس بن محمد موسوی و شاید افراد دیگر آمیخته است و به همین دلیل بررسی‌های رجالی در آن اهمیت زیادی دارد.
علی بن ابراهیم قمی
علی بن ابراهیم از راویان بزرگ و ثقه شیعه در قرن سوم و چهارم ه‍.ق بوده که تا سال ۳۰۷ ه‍.ق زنده بوده‌است. همه علمای شیعه او را توثیق کرده‌اند.
علی بن حاتم قزوینی
علی بن ابی سهل حاتم بن ابی حاتم قزوینی معروف به علی بن حاتم از افراد مورد اعتماد رجالیون شیعه است اما نجاشی گفته است هر چند ثقه است اما از افراد ضعیف روایت نقل می‌کرده‌است.
عباس بن محمد موسوی
عباس بن محمد بن قاسم بن حمزه بن موسی بن جعفر در کتاب‌های رجالی اشاره‌ای به او نشده‌است و مجهول است. روایت‌های ابوجارود را او به تفسیر علی بن ابراهیم افزوده است.

## شیوه نگارش
این تفسیر به شیوه روایی نوشته شده است گرچه گاهی به صورت روشن به آنها اشاره نمیکند. همچنین گاهی از روش تفسیر قرآن به قرآن نیز بهره گرفته است. قصص و اتفاقات زمان محمدبن عبدالله و مباحث فقهی حجم گسترده ای از کتاب را تشکیل داده است. گاهی معانی مختلف واژه های مشترک را آورده. گاهی برای تفسیر یک آیه از آیات دیگر، روایات و اشعار شاعران استفاده شده است. گاهی هم نظرات اهل سنت را آورده است. وی از آیات قرآن برای رد مذاهب غیراسلامی مانند بت پرستان، زنادقه و دهریه وفرق اسلامی مانند معتزله و قدریه و... بهره گیری میکند.
مقدمه این تفسیر به علوم قرآنی در پنجاه عنوان بصورت تقسیم بندی آیات به نقل از علی ابن ابراهیم آمده است. سپس با ذکر آیه یا آیه هایی به توضیح این عناوین پرداخته است. در این مقدمه به مباحثی همچون ناسخ و منسوخ، محکم و متشابه و خاص و عام اشاره شده است.

## اعتبار روایات
نویسنده این تفسیر در مقدمه کتاب گفته است که همه روایات آن را از افراد ثقه و مورد اعتماد آورده است، لذا بعضی از علمای بزرگ شیعه همه روایات آن را معتبر دانسته‌اند. عده‌ای هم به جهت همین حرف قبول کرده‌اند که همه راوی‌های این کتاب ثقه هستند، در حالی که افراد ضعیف زیادی در بین آن‌ها وجود دارد که این فرضیه را باطل می‌کند.
علمای بزرگ شیعه در مورد معتبر بودن با نبودن همه روایات‌های این تفسیر اختلاف نظر دارند و به نظر می‌رسد جامع‌ترین نظر را علی ریاحی نبی داشته باشد. او معتقد است با توجه به این که به‌طور قطع نویسنده همه تفسیری که به دست ما رسیده، نمی‌تواند علی بن ابراهیم
باشد، معلوم نیست که این توثیق هم نوشته او باشد و ممکن است نوشته علی بن حاتم باشد که با توجه به این که او از ضعفا نقل حدیث می‌کرده، توثیقش معتبر نیست و نیز ممکن است نوشته عباس بن محمد یا فرد دیگری باشد که توثیق آن‌ها چه دربارهٔ افراد و چه در اعتبار احادیثشان معتبر نیست، لذا سایر بحث‌ها در این باره بی‌فایده است و نه می‌توان همه روات آن را ثقه دانست و نه همه روایات آن را معتبر، بلکه باید تک تک روایات آن را بررسی و اظهار نظر کرد.

## چاپ
این کتاب ابتدا با تحقیق سید طیب جزایری در نجف و سپس در دو جلد به زبان عربی به همت مؤسسه الاعلمی للمطبوعات، در بیروت چاپ شده‌است. این کتاب هم‌اکنون دارای دو چاپ حروفی است: یکی از این دو با تقریظ شیخ آقا بزرگ تهرانی و مقدمه، تصحیح و تعلیق سید طیب جزایری همراه است. به نظر می‌رسد از چاپ اول کتاب با این اوصاف حدود ۳۰ سال بگذرد، چراکه تاریخ نگارش مقدمه ۱۳۸۶ ق و تاریخ تقریظ آقا بزرگ تهرانی اواخر عمر ایشان به سال ۱۳۸۷ ق است. مقدمه‌ای که جزایری نگاشته است مشتمل بر معرفی مؤلف و راویان مشهور روایات کتاب است و جدا از این، به ارائه توضیحاتی درباره تفسیر تأویلی (که غالب مطالب کتاب بر این منوال است) و تبیین بعضی از ابهامات پرداخته است.
چاپ دیگر این کتاب که با حروفی چشم‌نواز و تصحیح مؤسسة اعلمی بیروت منتشر شده‌است، در سال ۱۴۱۲ ق انتشار یافته‌است. تفاوت این چاپ با چاپ قبل، جز حذف تعلیقات و از حد توضیح پاره‌ای از لغات و ارائه آدرس آیات و… جز آن فراتر نرفته است. جدا از این دو نسخه رایج، مرحوم آقا بزرگ تهرانی به دو نسخه چاپ سنگی اشاره کرده‌است که یکی از آن‌ها در سال ۱۳۱۳ ق و دیگری همراه تفسیر امام عسکری در سال ۱۳۱۵ ق به چاپ رسیده است. سید طیب جزایری در تصحیح از دو نسخه خطی دیگر هم استفاده کرده که یکی در کتابخانه آیت الله حکیم و دیگری در کتابخانه مرحوم کاشف الغطاء بوده‌است.